# Luis Felipe Gallegos
Luis Felipe Gallegos Leiva (Copiapó, 3 dicembre 1991) è un calciatore cileno, centrocampista dell'Auckland FC.

## Carriera

### Nazionale
Nel 2011 ha partecipato al campionato sudamericano Under-20.

## Palmarès

### Club

#### Competizioni nazionali
- Campionato cileno: 4

Universidad de Chile: Apertura 2009, Apertura 2011, Clausura 2011, Apertura 2012
- Premier's Plate: 1

Auckland FC: 2024-2025

#### Competizioni internazionali
- Coppa Sudamericana: 1

Universidad de Chile: 2011